# Pilumnus villosissimus
Pilumnus villosissimus is een krabbensoort uit de familie van de Pilumnidae. De wetenschappelijke naam van de soort is voor het eerst geldig gepubliceerd in 1814 door Rafinesque.